# Louis Dumaine
Louis Dumaine (* 17. Juli 1889 in New Orleans; † 9. September 1949 ebenda) war ein US-amerikanischer Kornettist und Bandleader des New Orleans Jazz.
Louis Dumaine war Anfang bis Mitte der 1920er Jahre Mitglied der Tuxedo Brass Band. Außerdem spielte er mit der Henry Allen Brass Band, der Eagle Brass Band, Kid Howard und dem Posaunisten Frankie Duson. Für Victor nahm er 1927 mit seinen Dumaines' Jazzola Eight fünf Titel auf, wie „Pretty Audrey“, den „Red Onion Drag“, den „Franklin Street Blues“ und das auf dem Volkslied „Bucket Get a Hole in It“ basierende „To-wa-bac-a-wa“. Bei „Mama Cookie“ und „He's the Sweetest Black Man in Town“ begleitete er die Bluessängerin Ann Cook. Mitwirkende waren u. a. der Klarinettist Willie Joseph, der Posaunist Earl Humphrey und der Pianist Morris Rouse. In den 1930er Jahren leitete er weiterhin eigene Brass Bands, wie die WPA Band 1935 und das ERA Orchestra 1936.

Für die Autoren Rex Harris und Brian Rust spielten die Dumaines' Jazzola Eight authentischen New Orleans Jazz, der vor der Revival-Phase entstand.